# 列昂尼德·梅利尼科夫
列昂尼德·格奥尔基耶维奇·梅利尼科夫（1906年5月18日（格里历：5月31日）—1981年4月16日），苏联烏克蘭裔政治人物。曾任乌克兰共产党中央第一书记、苏联驻罗马尼亚大使等职。

## 生平
- 1906年5月18日（格里历：5月31日）出生于沙俄切尔尼戈夫省姆格林县杰格佳列夫卡村的农民家庭。
- 1921年-1924年，波尔塔瓦州制糖厂工人。1924年，加入苏联共青团。
- 1924年-1925年，共青团乌克兰切尔尼戈夫州Degtyarevskaya村书记。
- 1925年-1926年，克林佐沃党校学习。
- 1926年-1928年，乌舍列普斯基市苏维埃执行委员会书记，共青团Bryansk地区委员会书记。1928年加入联共（布）。
- 1928年-1930年，苏联红军服役。
- 1930年-1931年，莫斯科矿业学院学习。
- 1931年-1936年，顿涅茨克工业学院学习。1936年获得矿业工程师资格。
- 1936年-1937年，顿涅茨克工业学院研究生院学习。
- 1937年-1939年，乌克兰共产党（布）斯大林诺（顿涅茨克）州委煤炭工业部，运输部长。
- 1939年-1940年，乌共（布）斯大林诺州委第三书记。
- 1940年-1941年，乌共（布）斯大林诺州委第二书记。
- 1941年-1942年，乌共（布）斯大林诺州委第一书记。
- 1942年，工会中央委员会组织部负责人，斯大林格勒前线第66集团军军事委员会成员。
- 1942年11月-1944年2月，哈萨克共产党（布）卡拉干达州委第一书记。
- 1944年2月-1947年7月，乌共（布）斯大林诺州委第一书记。
- 1947年7月-12月，乌共（布）中央书记，检查部长。
- 1947年12月-1949年12月，乌共（布）中央第二书记。
- 1949年12月-1953年6月，乌共（布）中央第一书记。
- 1953年7月-1955年7月，苏联驻罗马尼亚大使。
- 1955年4月-1957年9月，苏联煤炭工业企业建设部部长。
- 1957年-1961年，哈萨克苏维埃社会主义共和国国家计划委员会主席。期间，1957年-1958年，哈萨克苏维埃社会主义共和国部长会议第一副主席。1958年-1961年，哈萨克苏维埃社会主义共和国部长会议副主席。
- 1961年-1964年12月，哈萨克苏维埃社会主义共和国国家工业与采矿安全监督委员会主席。
- 1964年12月-1966年1月，俄罗斯苏维埃联邦社会主义共和国部长会议国家工业与矿业安全监督委员会主席。
- 1966年-1981年4月，苏联国家工业与矿业安全监督委员会主席。
- 1981年4月16日于莫斯科逝世，享年74岁。葬于莫斯科新圣女公墓。

梅利尼科夫是联共（布）18大，苏共19，21,23-25大代表。第19届中央委员，第20-21届中央候补委员，第19届中央主席团委员，候补委员。第1-3,5,7-9届苏联最高苏维埃联盟院，第10届苏联最高苏维埃民族院代表。第2-3届乌克兰苏维埃苏维埃社会主义共和国最高苏维埃代表，第5届哈萨克苏维埃社会主义共和国最高苏维埃代表。

## 荣誉
- 五次列宁勋章
- 劳动红旗勋章
- 十月革命勋章
- 一级卫国战争勋章
- 劳动英勇奖章

## 備註
1. ↑  俄語羅馬化：Leonid Georgiyevich Melnikov
2. ↑  烏克蘭語羅馬化：Leonid Heorhiiovych Melnykov